# خطوط باستيا

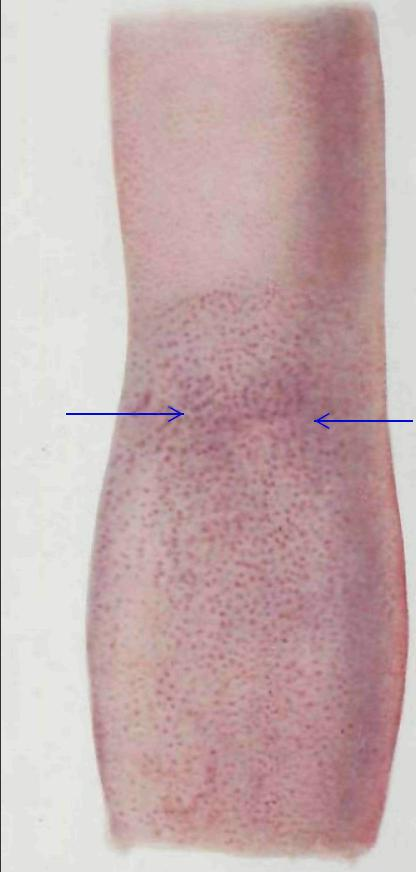

خطوط باستيا (بالإنجليزية: Pastia lines)‏ أو علامة باستيا (بالإنجليزية: Pastia's sign)‏ أو علامة طومسون (بالإنجليزية: Thompson's sign)‏ هي علامة سريرية تتمثل في شكل خطوط وردية أو حمراء تتكون من حبرات متلاصقة في تجاعيد الجلد، خاصة تجاعيد الحفرة المرفقية، وهي علامة تحدث في المرضى الذين يعانون من الحمى القرمزية قبل ظهور الطفح الجلدي وتستمر كخطوط مصطبغة بعد التوسف.
تحمل العلامة اسم الطبيب الروماني قسطنطين تشيسك باستيا (1883-1926).